# Gianluca Curci
Gianluca Curci (Róma, 1985. július 12. –) olasz labdarúgó, 2014 óta ismét az AS Roma kapusa. Korábban megfordult a Siena, a Sampdoria és a Bologna csapataiban.

## Klubcsapatokban

### AS Roma
Curci a Roma akadémiáján nevelkedett. A 2004–05-ös szezon második felében mindössze 19 évesen lett kezdőkapus Ivan Pelizzoli és Carlo Zotti sérülése miatt. A 2005–06-os szezonban az újonnan szerződtetett brazil Doni kiszorította. 2007. július 16-án új, négy évre szóló szerződést írt alá.

### Siena
2008. június 25-én az Siena bejelentette, Curcit 1,75 millió euróért közös tulajdonba vette az AS Roma csapatával, ugyanennyi pénzért megvették Daniele Galloppa fennmaradó 50%-át is. Cserébe a Roma 750 000 euróért szerződtette a kapus Arturt, a védő Simone Loria játékjogáért pedig 2,8 milliót fizetett ki.
Curci szinte minden találkozón jó teljesítményt nyújtott, ki kell emelni az utolsó két bajnoki meccset, az AS Roma csapatát 1–0-ra győzték le, ezzel megelőzték a Genoa CFC-t, mivel több gólt lőttek A Griffeknél. Curci az ACF Fiorentina elleni toszkánai derbin három hatalmas védést mutatott be, csapata 1–0-ra nyert.

### Sampdoria
2010. július 1-én a Sampdoria megvette Curci Sienánál lévő fél játékjogát 2,25 millió euróért. Az AS Roma megtartotta a felét. Curci védett a Sampdoria Werder Bremen elleni Bajnokok Ligája-selejtezőjén, de kikaptak.

### Visszatérés Rómába
2011. június 24-én az AS Roma visszavásárolta Curcit és Stefano Gubertit a Sampdoriától jelképes, 1000 eurós összegért, Gubertivel 2, Curcival 3 éves szerződést kötöttek. 2012. április 22-én csereként lépett pályára a Serie A-ban a Juventus FC ellen, miután a kezdőkapus Maarten Stekelenburgot kiállították.

### Bologna
2012. július 16-án Curci 1 millió eurós vásárlási opcióval kölcsönben a Bolognához került. 2013. július 8-án a kölcsönszerződés még egy évvel meghosszabbodott, de az opcionális ár is növekedett 200 000 euróval. Curci ekkor a Romával is meghosszabbította szerződését, amely így már 2015. június 30-ig szól.

### Visszatérés Rómába
2014. szeptember 2-án a Roma benevezte Curcit a 2014–2015-ös UEFA-bajnokok ligája-keretbe, az UEFA által megszabott 4 saját nevelésű játékos egyikeként.

## Válogatottban
Curci többször képviselte hazáját ifjúsági szinten. A felnőttválogatottba először a Magyarország elleni barátságos mérkőzésre hívták be.
2008. novembere óta nem kapott meghívót.

## Sikerei, díjai
AS Roma
- Coppa Italia: 2006–07, 2007–08
- Supercoppa Italiana: 2007

## Statisztikák
| Szezon   | Csapat    | Liga    | Bajnokság | Bajnokság | Kupa  | Kupa | Európa | Európa | Összesen | Összesen |
| Szezon   | Csapat    | Liga    | Meccs     | Gól       | Meccs | Gól  | Meccs  | Gól    | Meccs    | Gól      |
| -------- | --------- | ------- | --------- | --------- | ----- | ---- | ------ | ------ | -------- | -------- |
| 2004–05  | AS Roma   | Serie A | 11        | 0         | 6     | 0    | 0      | 0      | 17       | 0        |
| 2005–06  | AS Roma   | Serie A | 10        | 0         | 5     | 0    | 8      | 0      | 23       | 0        |
| 2006–07  | AS Roma   | Serie A | 6         | 0         | 6     | 0    | 0      | 0      | 12       | 0        |
| 2007–08  | AS Roma   | Serie A | 2         | 0         | 5     | 0    | 1      | 0      | 6        | 0        |
| 2008–09  | Siena     | Serie A | 32        | 0         | 1     | 0    | 0      | 0      | 33       | 0        |
| 2009–10  | Siena     | Serie A | 36        | 0         | 1     | 0    | 0      | 0      | 37       | 0        |
| 2010–11  | Sampdoria | Serie A | 35        | 0         | 0     | 0    | 6      | 0      | 0        | 0        |
| 2011–12  | AS Roma   | Serie A | 3         | 0         | 0     | 0    | 0      | 0      | 3        | 0        |
| 2011–12  | Bologna   | Serie A | 14        | 0         | 0     | 0    | 0      | 0      | 14       | 0        |
| Összesen |           |         | 149       | 0         | 24    | 0    | 15     | 0      | 188      | 0        |

## Fordítás
Ez a szócikk részben vagy egészben  a   Gianluca Curci című angol Wikipédia-szócikk ezen változatának fordításán alapul.  Az eredeti cikk szerkesztőit annak laptörténete sorolja fel. Ez a jelzés csupán a megfogalmazás eredetét és a szerzői jogokat jelzi, nem szolgál a cikkben szereplő információk forrásmegjelöléseként.